# Ernst Bekännaren av Braunschweig-Lüneburg
Ernst I ”bekännaren” (tyska: Ernst der Bekenner), född den 27 juni 1497 i Uelzen, död den 11 januari 1546 i Celle, var hertig av Braunschweig-Lüneburg och regerande furste av Lüneburg 1520–1546.

## Biografi
Ernst Bekännaren var son till hertig Henrik den mellerste av Braunschweig-Lüneburg (1468–1532) och Margareta av Sachsen (1469–1528).
Han utbildade sig som ung vid universitetet i Wittenberg. Han och hans bror Otto efterträdde 1520 sin far sedan denne fallit i onåd hos och bannlysts av kejsar Karl V. Otto avträdde dock 1527 sin del av maktinnehavet i utbyte mot ett högt apanage och området Harburg (Herrschaft Harburg).
Ernst var en av de ivrigaste furstliga anhängarna av reformationen och hörde 1530 till undertecknarna av den Augsburgska bekännelsen. Han var en drivande kraft i det Schmalkaldiska förbundet.
Ernst gifte sig i Schwerin 1528 med Sophia av Mecklenburg-Schwerin (1508–1541). Paret fick följande barn:
1. Franz Otto av Braunschweig
2. Henrik av Braunschweig-Dannenberg
3. Wilhelm d.y. av Braunschweig-Lüneburg

## Referenser

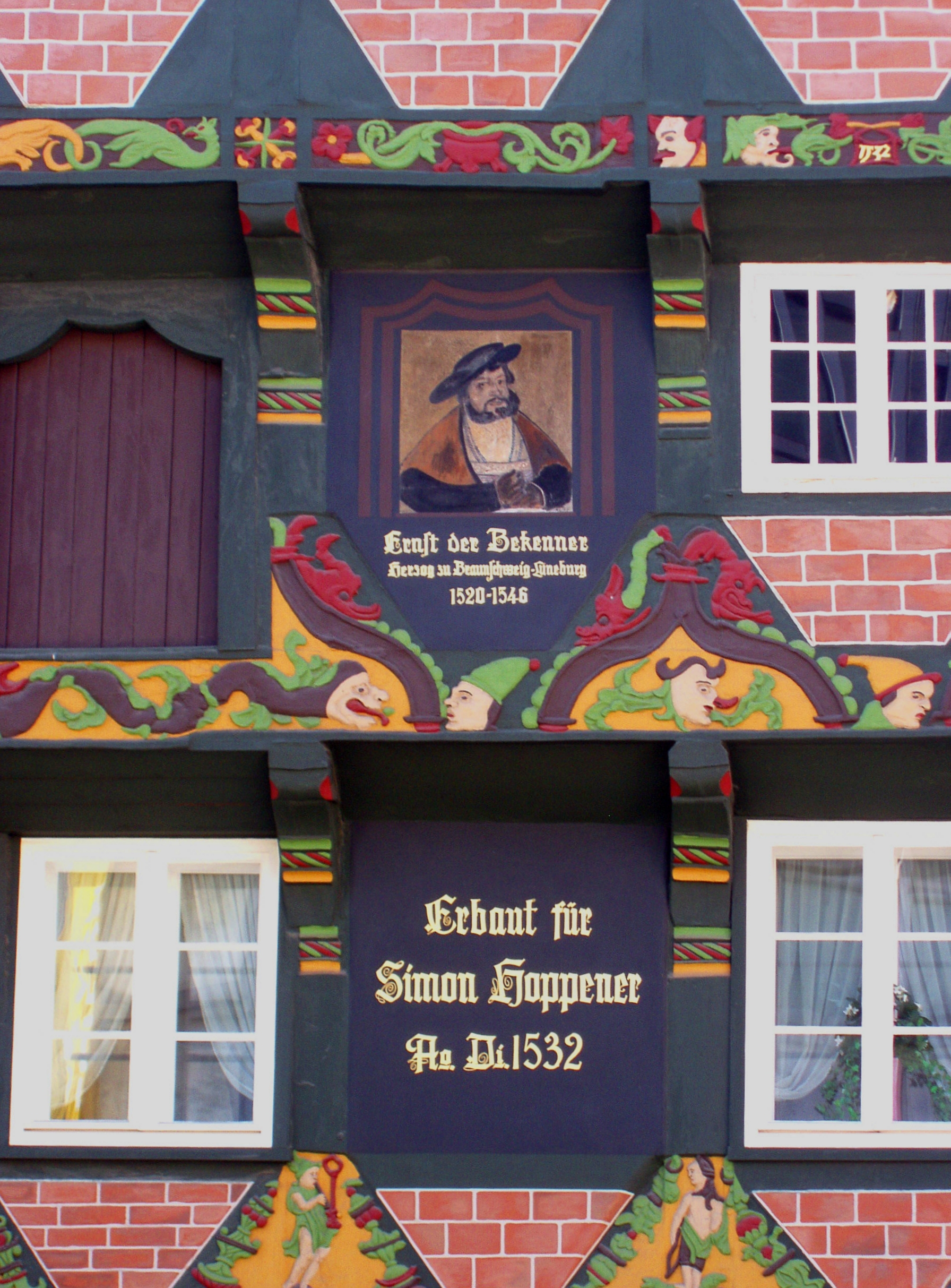
Ernst Bekännarens porträtt målat på en vägg på ”Hoppener Haus” i Celle